# Grupa ppłk. Jana Maliszewskiego
Grupa ppłk. Jana Maliszewskiego – grupa taktyczna Wojska Polskiego improwizowana w czasie kampanii wrześniowej.

## Utworzenie Grupy
10 września dowódca 35 pułku piechoty płk dypl. Jan Maliszewski otrzymał zadanie zorganizowania, z rozbitych oddziałów 9 Dywizji Piechoty, grupy taktycznej swojego imienia. Żołnierze 35 pułku piechoty utworzyli jego I batalion pod dowództwem mjr. Kazimierza Poschingera. Z resztek 34 pułku piechoty zorganizowany został II batalion pod dowództwem kpt. Szymona Liba. Dowódcami kompanii w batalionie pozostali oficerowie 34 pp. W miejsce kapitana Liba dowodzenie 1/35 pp objął ppor. Władysław Caputa. Aby zapewnić warunki wykonania zadań osłonowych, pułk wzmocniono innymi oddziałami tworząc Oddział Wydzielony ppłk. Jana Maliszewskiego. W momencie powstania Grupa liczyła ponad 2000 (1800) żołnierzy.

## Działania Grupy
Grupa ppłk. Maliszewskiego dozorowała Wisłę w rejonie Wyszogrodu i dolną Bzurę aż do Brochowa.
Pierwszym zadaniem bojowym jakie realizowała grupa była obrona mostu w Wyszogrodzie. Po przejściu Nowogródzkiej Brygady Kawalerii gen. Władysława Andersa most przez Wisłę został wysadzony. Zniszczenie nie było jednak całkowite i piechota mogła się po nim przeprawić. Do ochrony przeprawy wyznaczona została 1 kompania strzelecka z plutonem ckm i kolarzami. Obronę wspierał działon artylerii piechoty ze stanowisk na zachód od ujścia Bzury. W czasie walk ranny został ppor. rez. Jan Borysewicz.
13 września ppłk Maliszewski otrzymał rozkaz odesłania kawalerii dywizyjnej 4. i 16 Pomorskiej Dywizji Piechoty do ich macierzystych jednostek, a pozostałymi batalionami przejść w rejon na południe od Świniar. Następnie, wspólnie z 15 Wielkopolską Dywizją Piechoty, uczestniczyć w natarciu na tę miejscowość.
W nocy gen. Michał Tokarzewski-Karaszewicz zmienił poprzedni rozkaz i z dotychczasowego składu OW wyłączono: 83 batalion wartowniczy, spieszony oddział ułanów mjr. Kazimierza Święcickiego i kompanię kolarzy Straży Granicznej. Z pododdziałów tych utworzono nowy OW pod dowództwem mjr. Święcickiego. Jego zadaniem było dozorowanie Wisły na odcinku Kępa Karolińska – Czerwińsk i zabezpieczenie przeprawy przez Bzurę pod Brochowem. Natomiast ppłk Maliszewski z 35 pp miał maszerować dalej na Świniary, a po ich zajęciu wejść w skład nowo odtworzonej dwupułkowej 9 Dywizji Piechoty płk. Feliksa Jędrychowskiego.

Do południa zgrupowanie ppłk. Maliszewskiego osiągnęło rejon Świniar bez kontaktu z nieprzyjacielem, a jego dowódca oczekiwał dalszych rozkazów. Do Świniar nie przybył też 22 pułk piechoty i nie udało się odtworzyć 9 DP.
15 września Grupa ppłk. Maliszewskiego stanowiąca część odwodu GO miała zająć rejon lasu dworu Studzieniec, rozpoznawać kierunek na Dobrzyków i być w gotowości do wykonania nowego zadania. Przez cały dzień nie było kontaktu z nieprzyjacielem. Nie było też rozkazów, a próby nawiązania łączności z dowództwem GO nie dawały rezultatu.
Dopiero rankiem 17 września 35 pp ruszył z rejonu Świniar do Młodzieszyna. Maszerując doliną Wisły był szczególnie narażony na ataki lotnictwa. Jego II batalion został ostrzelany przez niemiecką artylerię z północnego brzegu Wisły; żołnierze rozbiegli się w terenie i batalion przestał istnieć. Natomiast reszta 35 pp w nocy dotarła do Iłowa. Stąd, o świcie 18 września, wyruszono do Młodzieszyna. Wobec faktu, że nie zastano tam 22 pp, ppłk Maliszewski skierował się w rejon Brochowa. Zbliżając się do doliny rzeki, żołnierze zostali ostrzelani ogniem karabinów maszynowych od strony Witkowic. Część z nich rozbiegła się, a część poddała się do niewoli. Ppłk Maliszewski wraz z dowódcą batalionu mjr. Poschingerem zdołali ujść Niemcom. Grupa ppłk. Jana Maliszewskiego przestała istnieć.

## Struktura organizacyjna
11 września
- Dowództwo Grupy
- 35 pułk piechoty
- 7 batalion etapowy poznański
- kawaleria dywizyjna 4 Dywizji Piechoty
- kawaleria dywizyjna 16 Pomorskiej Dywizji Piechoty
- spieszony dywizjon ułanów rtm. Kazimierza Święcickiego
- kompania Straży Granicznej rtm. Krafta (kolarze).